# Malthonea minima
Malthonea minima är en skalbaggsart som beskrevs av Martins och Maria Helena M. Galileo 1995. Malthonea minima ingår i släktet Malthonea och familjen långhorningar. Inga underarter finns listade i Catalogue of Life.